# Франкский кантон
Франкский кантон — административно-территориальная единица АССР немцев Поволжья, существовавшая в 1922—1941 годах. Административный центр — с. Гуссенбах.
В 1920 году в составе Голо-Карамышского уезда Трудовой коммуны немцев Поволжья был образован Медведицкий район. По данным на 1 августа 1921 года в районе было 12 селений.
22 июня 1922 года Медведицкий район был преобразован в Медведицко-Крестово-Буеракский кантон с центром в селе Медведицкий Крестовый Буерак. При этом 5 населённых пунктов были переданы в Голо-Карамышский кантон.
В 1927 году Медведицко-Крестово-Буеракский кантон был переименован в Франкский кантон, а центр кантона перенесен в с. Диттель.
В 1935 году центр кантона перенесен в с. Гуссенбах.
7 сентября 1941 года в результате ликвидации АССР немцев Поволжья Франкский кантон был передан в Сталинградскую область и преобразован в Медведицкий район.

## Административно-территориальное деление
По состоянию на 1 апреля 1940 года кантон делился на 13 сельсоветов:
- Вальтерский,
- Гуссенбахский,
- Диттельский,
- Зеевальдский,
- Кауцский,
- Кольбский,
- Кратцкий,
- Меркельский,
- Ней-Мессерский,
- Ней-Денгофский,
- Ней-Бальцерский,
- Ротгаммельский,
- Франкский.